# Viaur
A Viaur folyó Franciaország területén az Aveyron bal oldali mellékfolyója.

## Földrajzi adatok
Aveyron megyében ered és Laguépie-nél torkollik be az Aveyronba. Hossza 168,2 km, átlagos vízhozama 15 m³ másodpercenként. A vízgyűjtő terület nagysága 1 559 km².
Mellékfolyói a Varairous, Bage, Vioulou, Céor, Griffou és Lézert.

## Megyék és városok a folyó mentén
- Aveyron: Pont-de-Salars , Ségur
- Tarn: Pampelonne , Mirandol-Bourgnounac
- Tarn-et-Garonne: Laguépie

## Külső hivatkozások
- services.sandre.eaufrance.fr Archiválva 2015. június 13-i dátummal a Wayback Machine-ben
- A folyóról (franciául)